# Luigi Melandri
Luigi Melandri (Mezzano, 1892 – Milano, 1955) è stato un illustratore, pittore e decoratore italiano.
Fu particolarmente attivo fra gli anni Venti e Cinquanta nelle illustrazioni di libri e pubblicazioni per ragazzi. Fra il 1921 e il 1946 collaborò al Corriere dei Piccoli; negli anni Trenta illustrò le serie 2 (La buona novella, 1933) e 6 (La freccia nera, 1936) della celeberrima collana per ragazzi La Scala d'oro della UTET di Torino.
| Controllo di autorità | VIAF (EN) 305357166 · ISNI (EN) 0000 0004 2015 463X · SBN VIAV001600 · GND (DE) 1044491795 |